# 福生市立福生第五小学校
福生市立福生第五小学校（ふっさしりつ ふっさだいごしょうがっこう）は、東京都福生市南田園にある公立小学校。

## 概要

### 教育目標
児童一人一人がよりよい社会の形成者となるために、その資質や能力の基礎となる学力、人格及び体力の調和のとれた育成を行う。その実現のために、以下の3点を本校の教育目標に設定する。
1. よく考え学習する子
2. やさしく思いやりのある子
3. 健康でねばり強い子

## 沿革
- 1969年（昭和44年）4月 - 福生町立福生第五小学校 開校 [2]
- 1970年（昭和45年）7月 - 市制施行により、福生市立福生第五小学校と改称。

## 通学区域
- 【自治会名[3]】福生熊川住宅、南、内出、南田園一丁目、南田園二丁目[4]
- 福生第七小学校とともに、福生第三中学校の通学区域を構成する[5]。

## 交通アクセス
- ＪＲ青梅線・八高線または西武拝島線 拝島駅下車。 拝島駅南口から徒歩20分､バスの場合は、睦橋東詰（シティバス立川）または睦橋（西東京バス）下車。